# Cees Kick
Cornelis "Cees" Kick (Amsterdam, 8 november 1936 – Hoorn, 7 april 2019) was een Nederlands voetballer en voetbaltrainer.

## Loopbaan
Kick begon zijn loopbaan bij De Volewijckers. In juli 1954 ging hij voor Amsterdam in de NBVB-profcompetitie spelen en vanaf november 1954 onder de vlag van de KNVB. Hij maakte in 1958 de fusie tot DWS/A mee. Kick speelde als linksbinnen en was een technisch zeer onderlegde aanvaller maar ook zeer eigenzinnig. Door bondscoach Elek Schwartz werd hij bij de selectie van het Nederlands voetbalelftal gehaald maar daar werd hij weggestuurd.
In 1960 werd hij door DWS/A aan N.E.C. verhuurd dat toen in de Tweede divisie speelde. In 1961 werd hij door DWS/A verkocht aan De Volewijckers maar de KNVB blokkeerde deze overgang waardoor Kick ook in het seizoen 1961/62 bij N.E.C. speelde. Daar werd hij in februari 1962 om disciplinaire redenen uit het eerste elftal gezet. Hij speelde voor N.E.C. 41 competitiewedstrijden waarin hij 11 doelpunten maakte. Hierna speelde hij wederom voor De Volewijckers, PEC en hij beëindigde zijn loopbaan bij SC Gooiland. Hij keerde terug naar Amsterdam en kwam nog twee jaar uit voor amateurclub OVVO.
Kick werd na zijn loopbaan trainer en werkte onder andere bij ASV Slotervaart, Telstar (assistent), EDO en FC Amsterdam (1981/82). Door een auto-ongeluk belandde hij in een rolstoel en moest zijn trainersloopbaan opgeven. In 2000 was hij bestuurslid technische zaken bij FC Volendam.
Op zondag 7 april 2019 overleed Kick op 82-jarige leeftijd.

## Carrièrestatistieken
| Seizoen         | Club            | Land            | Competitie        | Competitie | Competitie | Beker | Beker | Internationaal | Internationaal | Overig | Overig | Totaal | Totaal |
| Seizoen         | Club            | Land            | Competitie        | Wed.       | Dlp.       | Wed.  | Dlp.  | Wed.           | Dlp.           | Wed.   | Dlp.   | Wed.   | Dlp.   |
| --------------- | --------------- | --------------- | ----------------- | ---------- | ---------- | ----- | ----- | -------------- | -------------- | ------ | ------ | ------ | ------ |
| 1952/53         | De Volewijckers | Nederland       | Eerste klasse A   | 1          | 0          | 0     | 0     | 0              | 0              | 0      | 0      | 1      | 0      |
| 1953/54         | De Volewijckers | Nederland       | Eerste klasse A   | 25         | 6          | 0     | 0     | 0              | 0              | 0      | 0      | 25     | 6      |
| 1954/55         | Amsterdam       | Nederland       | NBVB (Afgebroken) | 7          | 1          | –     | –     | 0              | 0              | 0      | 0      | 7      | 1      |
| 1954/55         | Amsterdam       | Nederland       | Eerste klasse A   | 12         | 2          | –     | –     | 0              | 0              | 0      | 0      | 12     | 2      |
| 1955/56         | Amsterdam       | Nederland       | Hoofdklasse A     | 8          | 1          | –     | –     | 0              | 0              | 0      | 0      | 8      | 1      |
| 1956/57         | Amsterdam       | Nederland       | Eredivisie        | 21         | 4          | –     | 1     | 0              | 0              | 0      | 0      | 21     | 5      |
| 1957/58         | Amsterdam       | Nederland       | Eredivisie        | 21         | 5          | –     | 0     | 0              | 0              | 0      | 0      | 21     | 5      |
| 1958/59         | DWS/A           | Nederland       | Eredivisie        | 31         | 7          | –     | 0     | 0              | 0              | 0      | 0      | 31     | 7      |
| 1959/60         | DWS/A           | Nederland       | Eredivisie        | 8          | 0          | –     | –     | 0              | 0              | 0      | 0      | 8      | 0      |
| 1960/61         | DWS/A           | Nederland       | Eredivisie        | –          | 0          | –     | 0     | 0              | 0              | 0      | 0      | –      | 0      |
| 1960/61         | → N.E.C.        | Nederland       | Tweede divisie    | 29         | 10         | 3     | 0     | 0              | 0              | 1      | 1      | 33     | 11     |
| 1961/62         | N.E.C.          | Nederland       | Tweede divisie    | 12         | 1          | 0     | 0     | 0              | 0              | 0      | 0      | 12     | 1      |
| 1962/63         | De Volewijckers | Nederland       | Eredivisie        | 22         | 1          | 1     | 0     | 0              | 0              | 0      | 0      | 23     | 1      |
| 1963/64         | De Volewijckers | Nederland       | Eerste divisie    | –          | 8          | –     | 0     | 0              | 0              | 0      | 0      | –      | 8      |
| 1964/65         | De Volewijckers | Nederland       | Eerste divisie    | –          | 2          | –     | 1     | 0              | 0              | 0      | 0      | –      | 3      |
| 1965/66         | Gooiland        | Nederland       | Tweede divisie A  | –          | 1          | –     | 1     | 0              | 0              | 0      | 0      | –      | 2      |
| 1966/67         | PEC             | Nederland       | Tweede divisie    | –          | 8          | –     | –     | 0              | 0              | 0      | 0      | –      | 8      |
| 1967/68         | PEC             | Nederland       | Tweede divisie    | –          | 7          | –     | 0     | 0              | 0              | 0      | 0      | –      | 7      |
| 1968/69         | PEC             | Nederland       | Tweede divisie    | –          | 1          | 0     | 0     | 0              | 0              | 0      | 0      | –      | 1      |
| 1969/70         | PEC             | Nederland       | Tweede divisie    | –          | 4          | 1     | 0     | 0              | 0              | 0      | 0      | –      | 4      |
| 1970/71         | Gooiland        | Nederland       | Tweede divisie    | –          | 1          | –     | 0     | 0              | 0              | 0      | 0      | –      | 1      |
| Carrière totaal | Carrière totaal | Carrière totaal | Carrière totaal   | –          | 70         | –     | 3     | 0              | 0              | 1      | 1      | –      | 74     |